# London Calling! (musical)
London Calling! was een musical geproduceerd door André Charlot met muziek en teksten van Noël Coward. De voorstelling opende op 4 september 1923 in het Duke of York's Theatre in Londen. Dit markeerde de publieke debuut van Noël Coward als musicalschrijver en -artiest. De revue omvatte 25 sketches, liedjes en dansroutines, met choreografische bijdragen van Fred Astaire. Gertrude Lawrence, een vooraanstaande actrice in West End-toneelstukken, maakte haar zangdebuut in dit stuk. Parisian Pierrot, gezongen door Lawrence, werd Coward's eerste grote hit. London Calling! werd geregisseerd door Herbert Mason en liep voor 316 voorstellingen. Het openingsnummer maakte gebruik van Laurens Hammond's 3D-shadowgraph-technologie. De revue droeg bij aan de reputatie van André Charlot als de Britse Ziegfeld, hoewel hij persoonlijk niet van die vergelijking hield.